# (262418) Samofalov
(262418) Samofalov est un astéroïde de la ceinture principale.

## Description
(262418) Samofalov est un astéroïde de la ceinture principale. Il fut découvert le 17 octobre 2006 à Androuchivka par l'observatoire astronomique d'Androuchivka. Il présente une orbite caractérisée par un demi-grand axe de 2,33 UA, une excentricité de 0,14 et une inclinaison de 6,2° par rapport à l'écliptique.

## Compléments